# Max Boegl
Max Boegl (sau Max Bögl) este o companie de construcții din Germania.

## Max Boegl în România
Compania este prezentă și în România, unde este unul dintre principalii constructori de lucrări de infrastructură de pe piața locală, cu afaceri de 74 milioane euro în anul 2009.
În prezent (februarie 2010), compania este implicată în reconstrucția stadionului "Lia Manoliu" din București precum și în construcția centurii de ocolire a orașului Sibiu.
De asemenea a realizat pasajul rutier suprateran de la Doamna Ghica.
În 2007, compania a realizat în România o cifră de afaceri de 60 milioane de euro.